# 門前払い
| ウィキペディアには「門前払い」という見出しの百科事典記事はありません（タイトルに「門前払い」を含むページの一覧/「門前払い」で始まるページの一覧）。 代わりにウィクショナリーのページ「門前払い」が役に立つかもしれません。 |